# Устинов, Владимир Васильевич (юрист)
Влади́мир Васи́льевич Усти́нов (род. 25 февраля 1953, Николаевск-на-Амуре, Хабаровский край, РСФСР, СССР) — российский политический деятель, юрист. Полномочный представитель президента Российской Федерации в Южном федеральном округе с 14 мая 2008 года. Герой Российской Федерации (2001).
Генеральный прокурор Российской Федерации с 17 мая 2000 по 2 июня 2006. Министр юстиции Российской Федерации (2006—2008). Действительный государственный советник Российской Федерации 1 класса, доктор юридических наук. Действительный государственный советник юстиции Российской Федерации.

## Биография
Родился 25 февраля 1953 года в городе Николаевск-на-Амуре (Хабаровский край) в семье прокурорского работника. С шести лет жил в Краснодарском крае. Его отец был заместителем прокурора в Курганинском районе Краснодарского края.
1968—1972 — токарь на Кореновском сахарном заводе (Краснодарский край).
1972—1974 — срочная служба в рядах Советской армии.
В 1978 году окончил Харьковский юридический институт.
В 1978—1983 годы работал стажёром, помощником и старшим помощником прокурора Кореновского района Краснодарского края.
С 1983 года — заместитель прокурора Динского района, затем прокурор Гулькевичского района Краснодарского края.
С 1985 года — прокурор Хостинского района Сочи, с 1992 года — прокурор Сочи.
С 1994 года — первый заместитель прокурора Краснодарского края.
15 октября 1997 года назначен заместителем генерального прокурора РФ.
С июня 1998 года по апрель 1999 года — начальник главного управления Генпрокуратуры по надзору за исполнением законов о федеральной безопасности и межнациональным отношениям на Северном Кавказе, глава координационного совета правоохранительных органов субъектов Северо-Кавказского региона.
6 апреля 1999 года переведён в Москву[кем?].
29 июля 1999 года назначен и. о. генерального прокурора РФ.
17 мая 2000 года утверждён в должности Советом Федерации.
23 августа 2000 года — Устинов возглавил расследование гибели подводной лодки «Курск». Позднее он выпустил книгу «Правда о „Курске“» (ISBN 5-224-04862-1).
При Владимире Устинове Генпрокуратура сыграла исключительную роль в перераспределении собственности. Первым в июле 2000 года Россию покинул Владимир Гусинский. Тогда же активизировалось следствие в отношении Бориса Березовского, и в октябре 2000 года он уехал в Великобританию.
2001 — Устинов оказал успешное противодействие тогдашнему заместителю руководителя администрации президента РФ Дмитрию Козаку, который предложил лишить прокуратуру следственных функций, оставив ей только надзорные функции.
15 ноября 2001 года — лично возглавил группу государственных обвинителей в процессе над чеченским полевым командиром Салманом Радуевым. 25 декабря Радуев был приговорён к пожизненному заключению и уже через год умер в колонии.
В 2002 году в Московской государственной юридической академии (МГЮА) защитил кандидатскую диссертацию на тему «Международно-правовые проблемы борьбы с терроризмом». В 2003 (через год) защитил докторскую диссертацию.
В июне 2003 года с возбуждения уголовного дела по факту незаконной приватизации ОАО «Апатит» Генеральная прокуратура начала наступление на нефтяную компанию ЮКОС.
2 июля 2003 года был задержан руководитель МФО Менатеп Платон Лебедев, 25 октября — председатель правления ЮКОСа Михаил Ходорковский. В 2005 году оба были осуждены. Совладельцам ЮКОСа Леониду Невзлину, Владимиру Дубову и Михаилу Брудно удалось покинуть страну. ЮКОСу были предъявлены колоссальные налоговые претензии, что привело к утрате основного нефтедобывающего актива, банкротству и введению внешнего наблюдения. Деятельность генпрокуратуры, поддержанная президентом Владимиром Путиным, заставила остальных крупных бизнесменов стать лояльными к государству[что?].
13 апреля 2005 года повторно утверждён в должности по представлению президента Путина.
В 2005 году генеральная прокуратура смогла добиться выдачи из швейцарской тюрьмы бывшего руководителя Минатома Евгения Адамова, помешав таким образом его передаче американскому правосудию и потенциальному разглашению российских ядерных секретов. В то же время западные государства неоднократно отказывались экстрадировать в Россию участников громких уголовных дел — Бориса Березовского (Великобритания в сентябре 2003 года и Латвия в феврале и сентябре 2005 года), Владимира Гусинского (Испания в апреле 2001 года и Греция в октябре 2003 года), совладельцев ЮКОСа (Израиль и Великобритания), высокопоставленных представителей Чеченской Республики Ичкерия Ахмеда Закаева (Великобритания) и Ильяса Ахмадова (США).

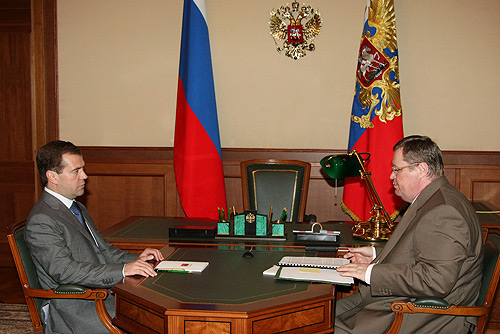
Владимир Устинов на встрече с Дмитрием Медведевым. 16 августа 2008 года.

В 2006 году с подачи Генпрокуратуры Госдума приняла в первом чтении законопроект о восстановлении института конфискации имущества.
2 июня 2006 года президент России Владимир Путин внёс в Совет Федерации представление об освобождении Устинова от занимаемой должности с официальной формулировкой «по собственному желанию».
23 июня 2006 года Владимир Устинов был назначен министром юстиции Российской Федерации (ранее занимавший этот пост Юрий Чайка за несколько дней до этого был назначен генеральным прокурором).
В 2006 году доход чиновника составил 5,5 млн рублей.
14 мая 2008 года был назначен Полномочным представителем Президента Российской Федерации в Южном федеральном округе.
Действительный государственный советник юстиции, заслуженный юрист Российской Федерации. Действительный государственный советник Российской Федерации 1 класса. Окончил Дипломатическую академию МИД РФ[когда?].

## Семья
Женат, имеет сына и дочь. Сын Устинова Дмитрий в ноябре 2003 года женился на Инге, дочери бывшего заместителя руководителя администрации президента РФ Игоря Сечина, на сентябрь 2007 года работал в администрации президента РФ. 4 июля 2005 года у них родился сын.

## Доходы
Согласно данным, размещенным в декларации, содержащей сведения о доходах, расходах, об имуществе и обязательствах имущественного характера лиц, замещающих государственные должности Российской Федерации, за 2018 года Владимир Устинов заработал 14 428 349 рублей. Доход его супруги за тот же период составил 218 771 рубль. В собственности Устинова находятся четыре земельных участка, площадью 6294 кв.метра, 409 кв.метров, 3722 кв. метра и 1443 кв. метра, три жилых дома, площадью 1032 кв.метра, 58,4 кв. метра и 908,4 кв.метра, квартира — 148,2 кв.метра, гараж, площадью 139,4 кв.метра и одно машино-место, площадью 10,9 кв. метров. Супруга Владимира Устинова владеет двумя земельными участками площадью 1245 кв.метров и 1710 кв.метров, жилым домом площадью 335,5 кв.метров и гаражом площадью 239,3 кв.метров. Также в собственности Устинова находятся автомобили Mercedes-Benz С500, Land Rover Range Rover Sport, мотоцикл Jawa 350. В собственности супруги находится автомобиль Chrysler PT Cruiser.

## Громкие дела
- Расследования террористических актов в Москве и Волгодонске (1999).
- Дело «Медиа-Моста» и Владимира Гусинского (2000).
- Дело чеченского террориста Салмана Радуева (2000−2001). На процессе в качестве государственного обвинителя впервые в истории современной России выступал генеральный прокурор.
- Расследование гибели атомной подводной лодки «Курск» (2000 − 2002) — Виновники происшедшего так и не были установлены[12][13].
- Дело «Сибура» и Якова Голдовского (2002).
- Дело о захвате «Норд-Оста» (2002).
- «Дело ЮКОСа» (2003−2005).
- Уголовное преследование бывшего премьер-министра Украины Юлии Тимошенко (2004−2005).
- «Мебельное дело» (2000—2006).

За пять лет пребывания Владимира Устинова в должности генерального прокурора в центре деятельности российской прокуратуры находилось расследование дел, связанных с терроризмом и сепаратизмом на Северном Кавказе.
Кроме того, большой общественный резонанс получило возбуждение и расследование уголовных дел против бизнесменов, проявивших нелояльность исполнительной власти, что приводило к банкротству подконтрольных им компаний или их переходу под контроль государства.
Устинов сумел сохранить статус Генеральной прокуратуры, несмотря на попытки изъять у прокуратуры следственные подразделения и подчинить её Министерству юстиции.
Многие просьбы Генеральной прокуратуры РФ о выдаче российских граждан, направлявшихся иностранным государствам, не были выполнены в связи с подозрениями в политическом характере предъявляемых им обвинений.

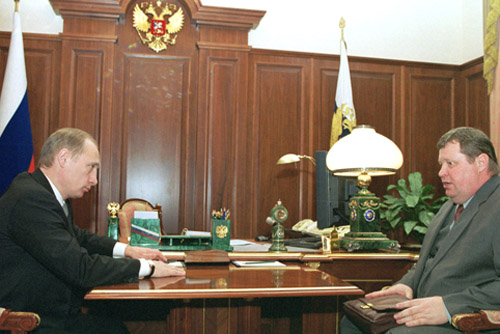
Владимир Путин и Владимир Устинов

Анализируя неожиданную отставку Устинова и пытаясь понять её причины, наблюдатели[кто?] указывают на резко выросшую в начале 2006 года политическую активность Генеральной прокуратуры и усилении одной из группировок в российском руководстве, в которую входили Владимир Устинов, его сват Игорь Сечин и премьер Михаил Фрадков, — это так называемая группировка «силовиков».
Отмечали[кто?] также исключительную активность Генпрокуратуры — задержания работников таможенных органов, наложение ареста на 25 % привилегированных акций компании «Транснефть», арест и предъявление обвинения губернатору Ненецкого автономного округа Алексею Баринову, заявление Устинова с высокой трибуны о том, что вся российская жизнь охвачена коррупцией и находится под контролем организованной преступности. «Организованная преступность поразила практически все сферы — политическую, экономическую, социальную. Преступность всё больше наглеет, всё больше проникает в те же государственные и правоохранительные органы», — заявил Устинов на координационном совещании руководителей правоохранительных органов в мае 2006 года.

## Санкции
6 апреля 2018 года включён в санкционный «Кремлёвский список» США в числе 17 чиновников и 7 бизнесменов из России, приближённых к В. Путину.
15 марта 2019 года Канада ввела санкции против Устинова из-за «агрессивных действий» России в Чёрном море и Керченском проливе, а также из-за аннексии Крыма.
6 апреля 2022 года, из-за вторжения России на Украину, включён в расширенный санкционный список США
Также находится под санкциями Новой Зеландии, Канады, Великобритании, Украины и Австралии.

## Награды
- Герой Российской Федерации — в соответствии с секретным Указом президента РФ; о награждении стало известно весной 2005 года, со слов представителя Президента в Государственной думе Александра Котенкова[1]
- Орден «За заслуги перед Отечеством» II степени
- Орден «За заслуги перед Отечеством» III степени (4 декабря 1999) — за большой личный вклад в укрепление законности и правопорядка в Республике Дагестан[20]
- Орден «За заслуги перед Отечеством» IV степени
- Орден Александра Невского
- Два ордена Мужества
- Орден Почёта
- Заслуженный юрист Российской Федерации (9 января 1997)[21]
- Почётный работник прокуратуры России (нагрудный знак)
- Орден Атамана Платова (2013)[22]
- Орден святого благоверного князя Даниила Московского II степени (31 октября 2013 года) — внимание к трудам на благо Русской Православной Церкви и в связи с 60-летием со дня рождения[23].

## Сочинения
- Устинов В. В. Обвиняется терроризм. — М.: Олма-Пресс, 2002. — 414 с. — ISBN 5-224-03882-0.
- Vladimir Ustinov. Indictment of Terror. — Moscow: Olma-Press Publishers, 2003. — 192 P. — ISBN 5-224-04468-5.
- Устинов В. В. Правда о «Курске». — М.: ОЛМА-ПРЕСС, 2004. — 319 с. — ISBN 5-224-04862-1.